# Жюдик, Анна
Анна Жюдик (фр. Anna Judic; настоящее имя Анна-Мари-Луиза Дамьен, фр. Anne-Marie-Louis Damiens; 17 июля 1850 — 15 апреля 1911) — французская опереточная певица и шансонетка.

## Биография
Анна-Мари-Луиза Дамьен родилась 17 июля 1850 года в Семюр-ан-Осуа. Окончила Парижскую консерваторию.
Прославилась в «Серебряном кубке» Леона Вассера. На сцене парижского театра Буфф-Паризьен была звездой премьер таких оперетт Жака Оффенбаха, как «Прекрасная Елена», «Великая Герцогиня Герольштейнская». Выступала на эстраде, стояла у истоков особой разновидности французского шансона — chanson de geste. С 1875 года не раз выступала в России, в том числе в Санкт-Петербурге.
Анна Жюдик — первая исполнительница Дени́зы (главная роль) в оперетте «Мадемуазель Нитуш» французского композитора Флоримона Эрве, премьера которой состоялось 26 декабря 1883 года в парижском театре Варьете (фр. Théâtre des Variétés).
Анна Жюдик умерла 15 апреля 1911 года в Валлорисе.
Известен фотопортрет Жюдик работы Надара и литография с её изображением, созданная Тулуз-Лотреком.